# Palma Sola (kommun)
Palma Sola är en kommun i Brasilien.   Den ligger i delstaten Santa Catarina, i den södra delen av landet, 1 300 km söder om huvudstaden Brasília. Antalet invånare är 7 765.
I omgivningarna runt Palma Sola växer i huvudsak städsegrön lövskog. Runt Palma Sola är det glesbefolkat, med 18 invånare per kvadratkilometer.